# Евсаген
Евсаген, Аракіл, Весеген, Арсваган, Саген, Сеген (*д/н —444) — цар Кавказької Албанії у 413—444 роках.

## Життєпис
Походив з династії Албанських Аршакідів. Син царя Сатоя. Після загибелі батька у 399 році був досить малим. Тому правителькою стала мати Евсагена — Асай. У 413 році після смерті останньої стає новим володарем Кавказької Албанії.
Намагався здобути самостійність від Персії, уклавши союзи з Вірменією та Іберією. Повернув столицю до Кабали. Багато часу приділив захисту кордонів та відбудови царства після гуннських нападів. Також сприяв розвитку християнства та перетворення церкви на значну потугу.
Протистояв намірам перського шахіншаха Єздигерда II щодо поширення в Кавказькій Албанії зороастризму. Також за наказом Евсагена було оновлено албанську абетку, запросивши для цього вірменського вченого Месропа Маштоца. Розпочато створення історії албанських царів.
У 420 році, скориставшись черговою війною Візантії з Персією, виступив в союзі з Арчілом, царем Кавказької Іберії, та Арташесом IV, царем Великої Вірменії, проти перського війська на чолі із Мішкіном, якому у битві під Бердуджі завдано поразки. У відповідь перські війська марзпана Барзабода сплюндрували значну частину Кавказької Албанії. Боротьба тривала до 422 року.
Помер у 444 році. Йому спадкував старший син Ваче II.

## Родина
Дружина — донька Бахрама V, шахіншаха Персії
Діти:
- Ваче (д/н—461)
- Хочкорік
- Вачаган (д/н—510)
- донька, дружина Барзабода Мехрані, нахарара Гардмана